# Collegio uninominale Emilia-Romagna - 07 (Camera dei deputati 2017)
Il collegio elettorale uninominale Emilia-Romagna - 07 è stato un collegio elettorale uninominale della Repubblica Italiana per l'elezione della Camera dei deputati tra il 2017 ed il 2022.

## Territorio
Come previsto dalla legge elettorale italiana del 2017, il collegio era stato definito tramite decreto legislativo all'interno della circoscrizione Emilia-Romagna.
Era formato da parte del territorio del comune di Bologna (quartieri Barca, Borgo Panigale, Costa-Saragozza, Lame, Saffi e Santa Viola) e dai comuni di Alto Reno Terme, Casalecchio di Reno, Castel d'Aiano, Castel di Casio, Gaggio Montano, Lizzano in Belvedere, Marzabotto, Monte San Pietro, Sasso Marconi, Valsamoggia, Vergato e Zola Predosa nella città metropolitana di Bologna.
Il collegio era parte del collegio plurinominale Emilia-Romagna - 03.

## Eletti
| Elezione | Elezione | Deputato          | Partito             |
| -------- | -------- | ----------------- | ------------------- |
|          | 2018     | Gianluca Benamati | Partito Democratico |

## Dati elettorali

### XVIII legislatura
Come previsto dalla legge elettorale, 232 deputati erano eletti con sistema a maggioranza relativa in altrettanti collegi uninominali a turno unico.
| Candidati              | Candidati                   | Voti    | %     | Liste                           | Voti    | %     |
| ---------------------- | --------------------------- | ------- | ----- | ------------------------------- | ------- | ----- |
|                        | Gianluca Benamati ✔️ Eletto | 53 343  | 35,27 | Partito Democratico             | 44 623  | 29,50 |
| +Europa                | Gianluca Benamati ✔️ Eletto | 53 343  | 35,27 | 6 280                           | 4,15    |       |
| Italia Europa Insieme  | Gianluca Benamati ✔️ Eletto | 53 343  | 35,27 | 1 639                           | 1,08    |       |
| Civica Popolare        | Gianluca Benamati ✔️ Eletto | 53 343  | 35,27 | 801                             | 0,53    |       |
|                        | Eugenia Roccella            | 41 749  | 27,60 | Lega                            | 23 421  | 15,48 |
| Forza Italia           | Eugenia Roccella            | 41 749  | 27,60 | 13 164                          | 8,70    |       |
| Fratelli d'Italia      | Eugenia Roccella            | 41 749  | 27,60 | 4 573                           | 3,02    |       |
| Noi con l'Italia - UDC | Eugenia Roccella            | 41 749  | 27,60 | 591                             | 0,39    |       |
|                        | Paolo Veronica              | 39 400  | 26,05 | Movimento 5 Stelle              | 39 400  | 26,05 |
|                        | Paola Bonora                | 10 091  | 6,67  | Liberi e Uguali                 | 10 091  | 6,67  |
|                        | Mariarachele Via            | 2 728   | 1,80  | Potere al Popolo!               | 2 728   | 1,80  |
|                        | Roberta Tagliavini          | 1 334   | 0,88  | Partito Comunista               | 1 334   | 0,88  |
|                        | Lucrezia Iapelli            | 832     | 0,55  | CasaPound                       | 832     | 0,55  |
|                        | Angelica Bosio              | 699     | 0,46  | Il Popolo della Famiglia        | 699     | 0,46  |
|                        | Michela Botti               | 605     | 0,40  | Italia agli Italiani            | 605     | 0,40  |
|                        | Elisabetta Falgares         | 300     | 0,20  | Per una Sinistra Rivoluzionaria | 300     | 0,20  |
|                        | Nicola Mazzotti             | 173     | 0,11  | PRI - ALA                       | 173     | 0,11  |
| Totale                 | Totale                      | 151 254 | 100   |                                 | 151 254 | 100   |
|                        |                             |         |       |                                 |         |       |
| Voti non validi        | Voti non validi             | 4 118   | 2,65  |                                 |         |       |
| Votanti                | Votanti                     | 155 372 | 78,24 |                                 |         |       |
| Elettori               | Elettori                    | 198 596 |       |                                 |         |       |